# Municipio de Licking (Indiana)
El municipio de Licking (en inglés: Licking Township) es un municipio ubicado en el condado de Blackford en el estado estadounidense de Indiana. En el año 2010 tenía una población de 7899 habitantes y una densidad poblacional de 73,56 personas por km².

## Geografía
El municipio de Licking se encuentra ubicado en las coordenadas 40°25′40″N 85°22′47″O / 40.42778, -85.37972. Según la Oficina del Censo de los Estados Unidos, el municipio tiene una superficie total de 107.38 km², de la cual 106.65 km² corresponden a tierra firme y (0.68%) 0.73 km² es agua.

## Demografía
Según el censo de 2010, había 7899 personas residiendo en el municipio de Licking. La densidad de población era de 73,56 hab./km². De los 7899 habitantes, el municipio de Licking estaba compuesto por el 97.53% blancos, el 0.28% eran afroamericanos, el 0.14% eran amerindios, el 0.18% eran asiáticos, el 0.05% eran isleños del Pacífico, el 0.33% eran de otras razas y el 1.49% pertenecían a dos o más razas. Del total de la población el 1.03% eran hispanos o latinos de cualquier raza.